# Paweł Korzeniowski
Paweł Korzeniowski (* 9. Juli 1985 in Oświęcim) ist ein polnischer Schwimmer.

## Werdegang
Sein erster großer Erfolg war der Gewinn der Junioreneuropameisterschaft 2003 über 200 m Schmetterling. Bei den Schwimmweltmeisterschaften 2003 in Barcelona belegte er über 1500 m Freistil den 8. Platz.
Bei den Olympischen Sommerspielen 2004 in Athen trat er erstmals bei Olympischen Spielen an und startete in den Disziplinen 200 m Schmetterling und 400 m Freistil. Am 16. August erreichte er mit der drittbesten Zeit knapp hinter Michael Phelps das Finale über 200 m Schmetterling und wurde im Finale am 17. August Vierter.
Seinen endgültigen Durchbruch in die Weltspitze schaffte er bei den Schwimmweltmeisterschaften 2005 in Montréal, als er die Vorläufe als schnellster Schwimmer absolvierte und auch im Finale von niemandem zu stoppen war. Er gewann die 200 m Schmetterling mit neuem polnischen Rekord und verbesserte seine eigene Bestleistung um eine Sekunde. Der einzige Makel dieses Weltmeistertitels war, dass Michael Phelps bei dieser Strecke nicht antrat. Bei den Schwimmeuropameisterschaften 2006 in Budapest war Korzeniowski über 200 m Schmetterling der große Favorit und konnte überlegen den Europameistertitel gewinnen.
Zwei Jahre später, bei den Schwimmeuropameisterschaften 2008 in Eindhoven wurde er hinter Ioannis Drymonakos Vizeeuropameister über seine Paradedisziplin, den 200 m Schmetterling. Doch nach dem bekannt wurde, dass Drymonakos positiv auf das Steroid Trenbolon getestet wurde, erbte Korzeniowski den Europameistertitel und den Europarekord. Denn mit seiner geschwommenen Zeit von 1:54,38 min blieb er ebenfalls unter dem alten Europarekord von Franck Esposito.
Fünf Monate später, bei den Olympischen Sommerspielen 2008 in Peking, konnte der Russe Nikolai Skworzow diesen Rekord brechen.
Diese Spiele beendete Korzeniowski über die 200 m Schmetterling in 1:54,60 min an sechster Stelle und blieb damit über seiner persönlichen Bestzeit von Eindhoven.
Während der Eröffnungsfeier der Olympischen Sommerspiele 2020 war er gemeinsam mit der Radsportlerin Maja Włoszczowska der Fahnenträger seiner Nation.
Im Finale der Schwimmweltmeisterschaften 2009 schwamm er die 200 m Schmetterling in 1:53,23 min und stellte damit einen neuen polnischen Rekord auf und gewann die Silbermedaille hinter Michael Phelps.